# Jacques P. Moreau
Jacques P. Moreau (ur. 25 sierpnia 1933 w Saint-Estèphe, zm. 24 stycznia 2017 w Paryżu) – francuski polityk i działacz związkowy, poseł do Parlamentu Europejskiego I kadencji.

## Życiorys
Syn pracownika handlu Pierre’a i sklepikarki Marie-Jeanne. Ukończył studia filozoficzne na Uniwersytecie Paryskim i następnie Instytut Nauk Politycznych w Paryżu, podczas nauki był wiceprzewodniczącym krajowej organizacji studenckiej UNEF. Od młodości zaangażowany w ruch związkowy, od 1963 pracował w centrum naukowym działającym przy związkach zawodowych. Był m.in. sekretarzem generalnym zrzeszenia inżynierów chemicznych UNICIC oraz federacji pracowników przemysłu chemicznego FIC-CFDT i FUC. Działał w Chrześcijańskiej Konfederacji Francuskich Pracowników (CFTC) i Demokratycznej Konfederacji Francuskich Pracowników (CDTF), pełnił funkcję sekretarza generalnego drugiej organizacji (1974–1979).
Działał kolejno w partiach lewicowych: Mouvement de libération du peuple, Unii Lewicy Socjalistycznej oraz Zjednoczonej Partii Socjalistycznej, od połowy lat 70. związany z Partią Socjalistyczną. W 1979 wybrany posłem do Parlamentu Europejskiego. Przystąpił do frakcji socjalistycznej, kierował Komisją ds. Gospodarczych i Walutowych. W późniejszych latach był sekretarzem generalnym Europejskiego Komitetu Ekonomiczno-Społecznego (1987–1992) i działaczem organizacji pozarządowych.

## Życie prywatne
Od 1954 żonaty z Anne-Marie Allaire (zm. 1979), miał jedną córkę. W 1990 zawarł związek z urzędniczką Parlamentu Europejskiego Nicole Lanoye.